# Дамба, Мэтт
Мэ́тью «Мэтт» Да́мба (англ. Mathew «Matt» Dumba; 25 июля 1994 года, Реджайна, Саскачеван, Канада) — канадский хоккеист, защитник клуба Национальной хоккейной лиги «Питтсбург Пингвинз». Выбран под общим 7-м номером на драфте НХЛ 2012 года командой «Миннесота Уайлд». Чемпион мира 2016 года в составе сборной Канады.

## Статистика
| Легенда | Легенда                    | Легенда | Легенда                   | Легенда | Легенда    |
| ------- | -------------------------- | ------- | ------------------------- | ------- | ---------- |
| И       | Количество проведённых игр | Штр     | Штрафное время            | +/−     | Плюс-минус |
| Г       | Голы                       | П       | Голевые передачи          | О       | Очки       |
| -       | Статистика неизвестна      | —       | Статистика не учитывалась |         |            |

### Клубная карьера
1 июля 2024 года в качестве свободного агента подписал двухлетний контакт с «Даллас Старз» на сумму $7,5 млн.

## Награды и достижения
| Награда                                     | Год     |       |
| ------------------------------------------- | ------- | ----- |
| Западная хоккейная лига                     |         |       |
| Джим Пигготт Мемориал Трофи (новичок года)  | 2010/11 | [ 2 ] |
| Национальная хоккейная лига                 |         |       |
| Кинг Клэнси Трофи                           | 2019/20 | [ 3 ] |
| Международные                               |         |       |
| Лучший бомбардир юниорского чемпионата мира | 2012    | [ 4 ] |
| Лучший защитник юниорского чемпионата мира  | 2012    | [ 5 ] |
| Чемпион мира                                | 2016    |       |